# Италијанска крстарица Пола
Пола (итал. Pola, Пула) је била италијанска крстарица класе Зара. Поринута је у луци Ливорно 1931. године. Учествовала је у Другом светском рату.

## Историја
У Другом светском рату, учествује у 12 операција и неколико већих битака. 
- 1940.: битка код Калабрије, битка код рта Теулада, операцијама у источном Медитерану.

Потопљена је у бици код Матапана 1941.